# Ayapaninae
Ayapaninae R.M. King & H. Rob., 1980  è una sottotribù di piante spermatofite dicotiledoni appartenenti alla famiglia delle Asteraceae (sottofamiglia Asteroideae, tribù Eupatorieae).

## Etimologia
Il nome della sottotribù deriva dal suo genere Ayapana  Spach, 1841  ed è stato descritto per la prima volta dai botanici contemporanei Robert Merrill King (1930-2007) e Harold Ernest Robinson  (1932-) nella pubblicazione "Phytologia; Designed to Expedite Botanical Publication. New York - 46(7): 446. 1980" del 1980.

## Descrizione
Il ciclo biologico delle piante di questa sottotribù è annuale o perenne, il portamento può essere eretto o reptante, mentre l'habitus è erbaceo o sub-arbustivo, raramente tipo vite.
Le foglie lungo il caule sono disposte in modo opposto; talvolta nella parte superiore sono alternate (raramente del tutto alterne).
Le infiorescenze, formate da capolini in strutture agglomerate, sono per lo più terminali su rami frondosi. I capolini sono formati da un involucro composto da squame al cui interno un ricettacolo fa da base ai fiori (tutti tubulosi). Le squame sono distinte e disposte in strutture sub- embricate, le dimensioni sono distribuite su più grandezze e sono persistenti. Il ricettacolo è leggermente convesso, in pochi casi è a forma colonnare; è glabro e più raramente le pagliette, a protezione della base dei fiori, sono pubescenti.
I fiori sono tetra-ciclici (con quattro verticilli: calice – corolla – androceo – gineceo) e pentameri (ogni verticillo è composto da cinque elementi). I fiori sono da 3 a 300. I lobi generalmente sono corti, ed hanno la superficie liscia.

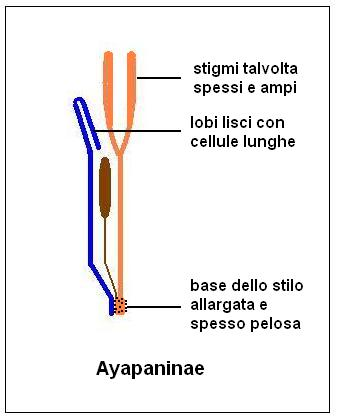
Sezione del fiore

Formula fiorale: per queste piante viene indicata la seguente formula fiorale:
* K 0/5, C (5), A (5), G (2), infero, achenio
I sepali del calice sono ridotti ad una coroncina di squame.
Le corolle normalmente sono corolle tubolari. La superficie dei lobi è liscia; i lobi sono formati da cellule lunghe.
L'androceo è formato da 5 stami con filamenti liberi e antere saldate in un manicotto circondante lo stilo. La parte apicale delle antere è provvista di appendici lunghe e ampie (raramente sono ridotte o mancanti).
Il gineceo ha un ovario uniloculare infero formato da due carpelli. Lo stilo è lungo e bifido; la base ha un nodo allargato che può essere sia pubescente che glabro. Gli stigmi sono da lineari a affusolati, raramente sono ampliati all'apice, sono lisci e diffusamente papillosi. Le linee stigmatiche sono marginali.
I frutti sono degli acheni con pappo. La forma dell'achenio è da prismatica con 5 coste longitudinali. Il carpoforo è molto evidente. Il pappo raramente è assente, solitamente è formato da molte setole capillari, in alcune specie le setole sono poche, raramente le setole sono brevi con cellule puntate apicali.

## Distribuzione e habitat
La sottotribù è distribuita soprattutto nell'America del Sud (Brasile – Colombia - Venezuela) con habitat tropicali o subtropicali. Nella tabella sottostante sono indicate le distribuzioni relative ad ogni singolo genere del gruppo.

## Tassonomia
La famiglia di appartenenza di questo gruppo (Asteraceae o Compositae, nomen conservandum) è la più numerosa del mondo vegetale, comprende oltre 23000 specie distribuite su 1535 generi (22750 specie e 1530 generi secondo altre fonti). La sottofamiglia Asteroideae è una delle 12 sottofamiglie nella quale è stata suddivisa la famiglia Asteraceae, mentre Eupatorieae è una delle 21 tribù della sottofamiglia. La tribù Eupatorieae a sua volta è suddivisa in 17 sottotribù (Ayapaninae è una di queste).

### Filogenesi
Nell'ambito della tribù Eupatorieae, questa sottotribù, da un punto di vista filogenetico, occupa una zona centrale insieme alle sottotribù Alomiinae e Critoniinae.
Alcuni caratteri di questa sottotribù sono comuni alla sottotribù Alomiinae: la disposizione delle brattee dell'involucro, le cellule dei lobi della corolla non differenziate dal quelle della gola (sempre della corolla), le spesse pareti cellulari del carpoforo, la base allargata e di solito pubescente dello stilo e la forma degli stigmi.
Il numero cromosomico delle varie specie della sottotribù è: 2n = 20.

### Composizione della sottotribù
La sottotribù comprende 13 generi e 62 specie.

| Genere                                     | N. specie                                                | Distribuzione                          |
| ------------------------------------------ | -------------------------------------------------------- | -------------------------------------- |
| Alomiella R.M. King & H. Rob., 1972        | 2 spp.                                                   | Brasile                                |
| Ayapana Spach, 1841                        | 16 spp.                                                  | Zona neotropicale                      |
| Ayapanopsis R.M. King & H. Rob., 1972      | 17 spp.                                                  | America del Sud                        |
| Condylidium R.M. King & H. Rob., 1972      | 2 spp.                                                   | Zona neotropicale                      |
| Gongrostylus R.M. King & H. Rob., 1972     | 1 sp. (G. costaricensis (Kuntze) R.M. King & H. Rob. )   | Colombia, Costa Rica, Ecuador e Panama |
| Gymnocondylus R.M. King & H. Rob., 1972    | 1 sp. (G. galeopsifolius (Gardner) R.M. King & H. Rob. ) | Brasile                                |
| Heterocondylus R.M. King & H. Rob., 1972   | 13 spp.                                                  | America Centrale è del Sud             |
| Isocarpha R. Br., 1817                     | 5 spp.                                                   | dagli USA al Brasile                   |
| Lepidesmia Klatt, 1896                     | 1 sp. (L. squarrosa Klatt)                               | Colombia, Cuba e Venezuela             |
| Monogereion G.M. Barroso & R.M. King, 1971 | 1 sp. (M. carajensis G.M. Barroso & R.M. King )          | Brasile                                |
| Parapiqueria R.M. King & H. Rob., 1980     | 1 sp. (P. cavalcantei R.M. King & H. Rob. )              | Brasile                                |
| Polyanthina R.M. King & H. Rob., 1970      | 1 sp. (P. nemorosa (Klatt) R.M. King & H. Rob. )         | America del Sud                        |
| Siapaea Pruski, 1996                       | 1 sp. (S. liesneri Pruski )                              | Venezuela                              |

### Chiave per i generi
Per meglio comprendere ed individuare i vari generi della sottotribù l'elenco seguente utilizza il sistema delle chiavi analitiche:
- SEZIONE A: il ricettacolo è provvisto di pagliette a protezione della base dei fiori;
  - Gruppo 1A: i capolini sono provvisti di corti pedicelli e sono agglomerati in dense cime;

genere Lepidesmia
- Gruppo 1B: i pedicelli dei capolini sono ben evidenti e le infiorescenze sono del tipo panicolato;

- Gruppo 2A: il ricettacolo è altamente conico; i fiori sono molti (più di 100) per capolino; le appendici delle antere sono leggermente più lunghe che ampie;

genere Isocarpha
- Gruppo 2B: il ricettacolo è basso-conico; i fiori sono pochi (più o meno 12) per capolino; le appendici delle antere sono mancanti;

genere Parapiqueria
- SEZIONE B: il ricettacolo è privo di pagliette a protezione della base dei fiori;
  - Gruppo 1A: il pappo è formato da singole setole, o da corte setole oppure è assente;
    - Gruppo 2A: il pappo è presente con una singola lunga e persistente setola; la lamina delle foglie è 3– partita;

genere Monogereion
- Gruppo 2B: il pappo è assente o con una o con poche decidue setole; la lamina delle foglie è semplice;

- Gruppo 3A: l'habitus delle piante è erbaceo con portamento eretto o decombente; le foglie sono picciolate; i lobi delle corolle sono cosparsi da pochi e corti peli; il pappo è assente o con una piccola corta e decidue setola;

genere Alomiella
- Gruppo 3B: l'habitus delle piante è erbaceo con portamento reptante; le foglie sono sessili; i lobi delle corolle sono glabri e con l'interno papilloso; il pappo è ridotto ad un anello, talvolta con singole brevi setole;

genere Siapaea
- Gruppo 1B: il pappo è formato da 5 o più setole regolari, lunghe e persistenti;

- Gruppo 4A: il pappo è formato da poche setole (5 – 10);

genere Gymnocondylus
- Gruppo 4B: il pappo è formato da un numero maggiore di setole (18 – 30);

- Gruppo 5A: il portamento delle piante è simile a viti epifite; i bracci dello stilo (gli stigmi) sono provvisti di apici marcatamente dilatati;

genere Gongrostylus
- Gruppo 5B: le piante sono di tipo terrestre; i bracci dello stilo (gli stigmi) sono lineari o filiformi;

- Gruppo 6A: le basi dei tubi delle corolle sono alquanto ristrette;

genere Condylidium
- Gruppo 6B: la corolla ha una forma tipo tunnel o è strettamente tubulare;

- Gruppo 7A: il portamento delle piante è simile ad arbusti rampicanti; le infiorescenze sono cimose su vari rami;

genere Heterocondylus
- Gruppo 7B: il portamento è simile ad sub-arbusti o a erbe (non rampicanti); le infiorescenze sono corimbose o panicolate e spesso solamente su rami terminali;

- Gruppo 8A: le antere sono cilindriche e posizionate ben all'interno del tubo della corolla; i fiori sono 5 – 40 per capolino; i nodi alla base dello stilo sono pubescenti;

genere Ayapana
- Gruppo 8B: le antere sono cilindriche e visibili nella gola della corolla;

- Gruppo 9A: il tubo della corolla ha una forma simile ad un tunnel; il colore delle corolle è rosa o violetto; i fiori sono 25 – 150 per capolino; i nodi basali dello stilo sono pubescenti o glabri;

genere Ayapanopsis
- Gruppo 9B: il tubo della corolla è molto stretto e a forma tubulare; il colore delle corolle è bianco; i fiori sono 150 – 300 per capolino; i nodi basali dello stilo sono glabri;

genere Polyanthina